# Sučani
Sučani (cyr. Сучани) – wieś w Bośni i Hercegowinie, w Republice Serbskiej, w gminie Šekovići. W 2013 roku liczyła 626 mieszkańców.